# Factorul alternativă
The Alternative Factor este un episod din Star Trek: Seria originală care a avut premiera la 30 martie 1967. A fost regizat de Gerd Oswald după un scenariu de Don Ingalls.

## Prezentare
În timp ce se află pe orbita unei planete aparent moarte, nava Enterprise pare să treacă printr-un ciudat moment de „non-existență”. Căpitanul Kirk descoperă pe planetă un om pe nume Lazarus, care pretinde că strania experiență a fost cauzată de „inamicul” său, identificat mai târziu ca fiind o versiune instabilă mental a lui Lazarus dintr-o dimensiune alternativă. Versiunea sănătoasă a lui Lazarus îi cere ajutorul lui Kirk pentru a-și învinge seamănul.

## Recenzii
Zack Handlen de la The A.V. Club a evaluat acest episod cu 'C-', descriind scenariul ca fiind "derutant" și "neprofitabil" și cu un ritm lent.